# Makoto Ida
Porträtfoto

Link zum Bild

Makoto Ida (jap. 井田 良, Ida Makoto; * 1956 in der Präfektur Tokio) ist ein japanischer Rechtswissenschaftler, Professor an der Chūō-Universität und emeritierter Professor an der Keiō-Universität. Er gilt als „herausragender“ Strafrechtler. Sein Vater war der Regisseur Motomu Ida (1922–2012).

## Leben
1974 begann Ida an der Keiō-Universität in Tokio mit dem Studium der Rechtswissenschaft, das er 1978 mit dem Magister des Rechts (summa cum laude) abschloss. Ab Oktober 1980 verbrachte er als DAAD-Stipendiat einen zweijährigen Forschungsaufenthalt an der Friedrich-Alexander-Universität Erlangen-Nürnberg. 1983 begann er seine zwölf Jahre andauernde Arbeit als Assistant, Dozent (ab 1986) und Assistenzprofessor (ab 1990) an der juristischen Fakultät der Keiō-Universität. Als Stipendiat der Universität verbrachte er zwischen April 1987 und Oktober 1989 einen Forschungsaufenthalt an der rechtswissenschaftlichen Fakultät der Universität zu Köln, wo er 1989 bei mit der Dissertation Die heutige japanische Diskussion über das Straftatsystem. Eine kritische Untersuchung unter besonderer Berücksichtigung der Entwicklung der deutschen Strafrechtswissenschaft (ISBN 3-428-07065-8) bei Hans Joachim Hirsch promoviert wurde. Die Dissertation wurde mit summa cum laude bewertet. 1995 wurde Ida zum ordentlichen Professor für Strafrecht und Rechtsvergleichung an der juristischen Fakultät der Keiō-Universität ernannt. Im März 1996 begann er als Stipendiat der Alexander von Humboldt-Stiftung einen weiteren einjährigen Forschungsaufenthalt an der Universität Erlangen-Nürnberg. 2004 wurde er zum ordentlichen Professor für Straf- und Medizinrecht an der neugegründeten Law School der Universität ernannt. Daneben bekleidete er ab 2009 zwischenzeitlich das Amt des Vizepräsidenten an der Keiō-Universität.
Makoto Ida erhielt 2006 den Philipp Franz von Siebold-Preis zuerkannt, 2009 wurde ihm der Eugen-und-Ilse-Seibold-Preis verliehen. Im Oktober 2009 wurde ihm die Ehrendoktorwürde der Universität des Saarlandes verliehen, im Februar 2012 erhielt er die Ehrendoktorwürde der rechtswissenschaftlichen Fakultät der Universität Erlangen-Nürnberg. Er ist Mitglied des Science Council of Japan, des Religious Juridical Persons Council des japanischen Kultusministeriums, Vorstandsmitglied der Japan Association for Bioethics sowie ständiges Vorstandsmitglied der Japanischen Gesellschaft für Strafrecht (Criminal Law Society of Japan).

## Ehrungen und Auszeichnungen (Auswahl)
- 2006: Philipp Franz von Siebold-Preis
- 2009: Eugen-und-Ilse-Seibold-Preis
- 2009: Ehrendoktorwürde der Universität des Saarlandes
- 2010: Ernennung zum Saarlandbotschafter[1]
- 2012: Ehrendoktorwürde der Universität Erlangen-Nürnberg (rechtswiss. Fakultät)

## Schriften
- Makoto Ida. In: Die ausländische Strafrechtswissenschaft in Selbstdarstellungen. Eric Hilgendorf (Hrsg.), De Gruyter 2018, ISBN 9783110277708, S. 149–174, online (von Ida selbst verfasster Text über sein Leben und seine wissenschaftliche Karriere).